# Фавалли, Алессандро
Алессандро Фавалли (итал. Alessandro Favalli; род. 15 ноября 1992, Кремона, Ломбардия) — итальянский футболист, защитник клуба «Катандзаро».

## Биография
Алессандро Фавалли родился 15 ноября 1992 года в небольшом итальянском городе Кремона в области Ломбардия. Свою профессиональную карьеру Алессандро начал в футбольном клубе «Кремонезе» в 2010 году. Дебютировал в первом дивизионе Профессиональной лиги 2010/11 годов чемпионата Италии. В 2011—2012 годах входил в состав молодёжной сборной Италии по футболу. 18 июля 2012 года он временно заменил боснийского футболиста Милана Джурича в клубе «Чезена», когда тот временно заменил Алессандро в «Кремонезе». Из-за травмы некоторое время он не мог выступать. 1 августа 2013 года он присоединился к словенскому клубу «Горица», а уже 7 августа было закончено оформление документации. 20 июня 2014 года он вернулся в клуб «Кремонезе», за который выступил на Профессиональной лиге 2014/15 годов. 18 августа 2015 года он перешёл в итальянский клуб «Падова», за который выступал в Чемпионате Италии по футболу. В 2017 году он перешёл в клуб «Тернана», а в 2018 — в «Катандзаро».